# Caecilia pachynema
Caecilia pachynema és una espècie d'amfibi de la família Caeciliidae que habita a Colòmbia i l'Equador en montans humits tropicals o subtropicals i rius. Està en perill d'extinció a causa de la destrucció de l'hàbitat.